# 圣普列斯特当德洛
圣普列斯特当德洛（法語：Saint-Priest-d'Andelot，法語發音：[sɛ̃ pʁijɛ(st) dɑ̃dlo]，意为“昂德洛河的圣普列斯特”）是法国阿列省的一个市镇，属于维希区。

## 地理
圣普列斯特当德洛（46°4'16"N, 3°10'2"E）面积8.17 平方千米，位于法国奥弗涅-罗讷-阿尔卑斯大区阿列省，该省份为法国中部省份，北起涅夫勒省、西北接谢尔省，西南至克勒兹省，南至多姆山省，东南临卢瓦尔省，东临索恩-卢瓦尔省。
与圣普列斯特当德洛接壤的市镇（或旧市镇、城区）包括：加纳、尚村、圣热内斯迪雷茨、旺萨。
圣普列斯特当德洛的时区为UTC+01:00、UTC+02:00（夏令时）。

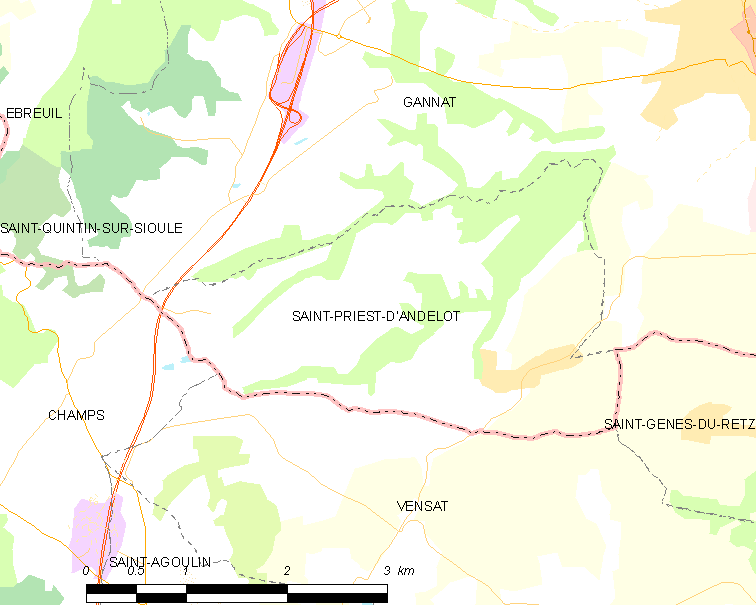
圣普列斯特当德洛的OSM定位图

## 行政
圣普列斯特当德洛的邮政编码为03800，INSEE市镇编码为03255。

## 政治
圣普列斯特当德洛所属的省级选区为加纳县。

## 人口

1962-2008年间圣普列斯特当德洛人口变化图示

圣普列斯特当德洛于2022年1月1日时的人口数量为146人。